# Гасиліна Оксана Павлівна
Оксана Павлівна Гасиліна (нар. 6 вересня 1962, Бауманське) — українська майстриня художньої вишивки і музейник; член Спілки майстрів народного мистецтва України з 1991 року.

## Біографія
Народилася 6 вересня 1962 року у селі Бауманському Цілиноградської області Казахської РСР (нині Акмолиінська область, Казахстан). 1988 року закінчила Торжоцьке училище художньої вишивки.
У 1989—1990 роках працювала золотошвейкою на Торжоцькій швейній фабриці імені 8-го Березня; з 1990 року — доглядач відділу декоративного мистецтва Сумського художнього музею.

## Творчість
Працює у галузі художньої вишивки, вишиває рушники, серветки, одяг, церковне убрання, створює жіночі прикраси; володіє всіма відомими техніками художньої вишивки. Працює над розвитком орнаментики слобожанської вишивки та над розробленням традицних полтавських рушникових швів. Серед робіт:
- рушники «Святковий» (1991), «Весільний» (1994), «Церковний» (2000);
- набір серветок «Чайний» (2001);
- сукні з серії «Пори року» (1999—2004).

Бере участь в обласних та всеукраїнських мистецьких виставках з 1991 року.
Окремі роботи майстрині зберігаються у Сумському художньому музеї.